# Трубы большого диаметра
Трубы большого диаметра — трубы с наружным диаметром от 530 мм. Главным образом они используются при строительстве магистральных нефтепроводов и газопроводов, а также водоканалов, тепловых сетей, канализационных сооружений.

## Технические характеристики
Согласно ГОСТ 20295 (трубы стальные сварные прямошовные, а также спиральношовные трубы), диаметр магистральных труб находится в пределах 114—1420 мм.
Магистральные трубы больших диаметров бывают трех типов:
- Тип 1 — прямошовные диаметром 114—530 мм, изготовленные контактной сваркой током
- Тип 2 — спиральношовные диаметром 159—820 мм, изготовленные электродуговой сваркой
- Тип 3— прямошовные диаметром 530—1420 мм, изготовленные электродуговой сваркой[1]

Согласно ГОСТ 10706 (Трубы стальные электросварные прямошовные), все технические требования, такие, как диаметры труб, допустимые отклонения, должны соответствовать ГОСТ 10704 (трубы стальные электросварные прямошовные).
Трубы элекросварные общего назначения диаметром 426—1620 мм делятся на 2 класса:
- — с обрезкой концов и снятием заусенцев;
- — без заторцовки и снятия заусенцев. Теоретическая масса рассчитывается путём увеличение массы трубы ГОСТа 10704 на 1 %, за счет усиления шва.

При изготовлении прямошовных электросварных труб до 820-мм допускается наличие одного продольного и одного поперечного шва. При изготовлении труб большего диаметра допускается использование двух продольных и одного поперечного швов. При использовании поперечного шва (при заводской сварке двух коротких труб между собой) смещение продольных швов друг относительно друга должно быть не менее 100-мм. При этом, согласно техническим требованиям, сначала делается внешний шов, затем внутренний.
Кроме ГОСТ трубы большого диаметра могут выпускаться из обечаек согласно техническим условиям (например, ТУ 14-3Р-56-2001, ТУ 14-3Р-96-2007 и др.). Согласно техническим условиям значительно расширяется перечень номенклатуры диаметров и толщин труб. При изготовлении электросварных труб из обечаек допускается использование необходимого количества поперечных швов, в зависимости от длины обечаек. Смещение продольных швов относительно друг друга должно быть не менее 200 мм.

## Основные производители труб большого диаметра в РФ
Производство труб больших диаметров в России, в 90-х годах практически прекратившееся, в настоящее время активно развивается и модернизируется, наращивая объёмы и улучшая качество.
1. Выксунский металлургический завод — плановая мощность 1020 тыс. тонн, крупнейший производитель в России[5].
2. Челябинский трубопрокатный завод — плановая мощность 600 тыс. тонн
3. Волжский трубный завод — плановая мощность 750 тыс. тонн[6]
4. Ижорский трубный завод — плановая мощность 600 тыс. тонн
5. Загорский трубный завод — плановая мощность 500 тыс. тонн
6. Череповецкий трубопрокатный завод — плановая мощность 300 тыс. тонн, актуальное потребление 10 тыс. тонн
7. Северо-восточный трубный завод — 50 тыс. тонн